# Manuel Pérez Cárdenas
Manuel Pérez Cárdenas (Tepic, Nayarit, 30 de noviembre de 1953) es un político y economista mexicano, miembro del Partido Acción Nacional, que se ha sido diputado federal, cónsul y vocal ejecutivo del Fondo de Vivienda del Instituto de Seguridad y Servicios Sociales de los Trabajadores del Estado (FOVISSSTE).
Es licenciado en Economía por la Universidad Nacional Autónoma de México. Ha ocupado numerosos cargos, entre los que están director general del Instituto Mexicano de Investigaciones Tecnológicas (IMIT), director general de Acuicultura, director general Adjunto de la Coinversión México-Francia-Noruega "Pesca Industrial Corporativa, S.A. de C.V.", director general de Coordinación y Desarrollo Paraestatal en los sectores industrial y agropecuario y Director de Extensionismo Bancario del Banco Nacional de Comercio Exterior (Bncomext). Fue cónsul general de México en Houston, Texas y director general del Fideicomiso Cajas de Ahorro (FICAH).
En 2003 fue elegido diputado federal de representación proporcional a la LIX Legislatura para el periodo que concluyó en 2006 y en 2005 fue candidato del PAN a gobernador de Nayarit.
En 2007 el presidente Felipe Calderón Hinojosa lo nombró Vocal Ejecutivo del FOVISSSTE, cargo que desempeñó hasta el 30 de noviembre de 2012. 